# Ambrosiana Orosius

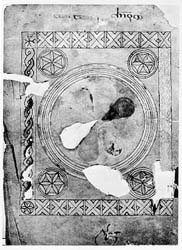
Folio 1v van de Ambrosiana Orosius bevat de oudst bewaarde tapijtpagina van alle insulaire manuscripten

De Ambrosiana Orosius (Milaan, Biblioteca Ambrosiana MS D. 23 Sup.) is een vroeg-7e-eeuws insulair manuscript met het Chronicon van de Romeinse geschiedschrijver Paulus Orosius. Het manuscript telt 48 folia met de afmeting 210 bij 150 mm. Waarschijnlijk is het geschreven in het scriptorium van de abdij van Bobbio. Het handschrift heet daarom ook wel de Bobbio Orosius.
Het bevat de vroegst nog bestaande tapijtpagina in insulaire stijl. De tapijtpagina is op folio 1v. Alhoewel het ontwerp ervan eenvoudiger is dan op latere tapijtpagina's, bevat het motieven die in latere pagina's niet worden teruggevonden. 
Het manuscript komt uit de abdij van Bobbio die in 612 werd gesticht door Sint Columbanus. Het manuscript verschijnt op een inventarisatielijst uit 1461 van de kloosterbibliotheek. De monniken gaven het manuscript aan de Biblioteca Ambrosiana bij de oprichting in 1606 door kardinaal Federico Borromeo.